# Kongenshus Hede
Kongenshus Hede este o arie protejată (arie specială de conservare — SAC, sit de importanță comunitară — SCI) din Danemarca întinsă pe o suprafață de 1.570 ha, integral pe uscat.

## Localizare
Centrul sitului Kongenshus Hede este situat la coordonatele 56°22′49″N 9°08′07″E / 56.380278°N 9.135278°E.

## Înființare
Situl Kongenshus Hede a fost declarat sit de importanță comunitară în septembrie 2001 pentru a proteja 1 specie de plante și 3 specii de animale. Situl a fost protejat și ca arie specială de conservare în decembrie 2011.

## Biodiversitate
Situată în ecoregiunile atlantică și continentală, aria protejată conține 10 habitate naturale: Mlaștini turboase de tranziție și turbării mișcătoare, Izvoare petrifiante cu formare de travertin (Cratoneurion), Lacuri eutrofice naturale cu vegetație de tip Magnopotamion sau Hydrocharition, Mlaștini alcaline, Formațiuni ierboase bogate în specii de Nardus, dezvoltate pe substraturi silicioase în zone montane (și în zone submontane, în Europa continentală), Pajiști cu Molinia pe soluri calcaroase, turboase sau argilos-nămoloase (Molinion caeruleae), Pajiști uscate europene, Depresiuni pe substraturi de turbă de Rhynchosporion, Cursuri de apă de la nivel de câmpie la nivel montan, cu vegetație Ranunculion fluitantis și Callitricho-Batrachion, Pajiști umede nord-atlantice cu Erica tetralix.
La baza desemnării sitului se află mai multe specii protejate:
- plante (1): Hamatocaulis vernicosus
- mamifere (1): vidră de râu (Lutra lutra)
- pești (2): Lampetra fluviatilis, cicar (Lampetra planeri)